# Curtis Tomasevicz
Curtis Tomasevicz detto Curt (Shelby, 17 settembre 1980) è un bobbista statunitense.

## Biografia
Compete professionalmente dal 2004 e ha partecipato a tre Olimpiadi, qualificandosi al 6º posto a Torino 2006 nel bob a quattro e vincendo la medaglia d'oro a Vancouver 2010 nella stessa specialità con i compagni Steven Holcomb, Steve Mesler e Justin Olsen. A Soči 2014 ha invece vinto la medaglia d'argento, insieme a Steven Holcomb, Steven Langton e Christopher Fogt.
Vanta anche tre ori, un argento e cinque bronzi ai Mondiali.

## Palmarès

### Olimpiadi
- 2 medaglie:
  - 1 oro (bob a quattro a Vancouver 2010);
  - 1 argento (bob a quattro a Soči 2014).

### Mondiali
- 9 medaglie:
  - 3 ori (bob a quattro a Lake Placid 2009; bob a quattro a Lake Placid 2012; squadre miste a Sankt Moritz 2013);
  - 1 argento (squadre miste a Sankt Moritz 2007);
  - 5 bronzi (squadre miste ad Altenberg 2008; bob a due e squadre miste a Lake Placid 2009; bob a quattro a Königssee 2011; bob a quattro a Sankt Moritz 2013).

### Coppa del Mondo
- 27 podi (6 nel bob a due, 21 nel bob a quattro):
  - 14 vittorie (3 nel bob a due, 11 nel bob a quattro);
  - 9 secondi posti (1 nel bob a due, 8 nel bob a quattro);
  - 4 terzi posti (2 nel bob a due, 2 nel bob a quattro).

#### Coppa del Mondo - vittorie
| Data             | Luogo       | Paese       | Disciplina                                                               |
| ---------------- | ----------- | ----------- | ------------------------------------------------------------------------ |
| 10 febbraio 2007 | Cesana      | Italia      | a due con Steven Holcomb (pilota)                                        |
| 7 dicembre 2007  | Park City   | Stati Uniti | a due con Steven Holcomb (pilota)                                        |
| 13 febbraio 2009 | Park City   | Stati Uniti | a quattro con Steven Holcomb (pilota), Justin Olsen e Steve Mesler       |
| 14 febbraio 2009 | Park City   | Stati Uniti | a quattro con Steven Holcomb (pilota), Justin Olsen e Steve Mesler       |
| 22 novembre 2009 | Lake Placid | Stati Uniti | a quattro con Steven Holcomb (pilota), Justin Olsen e Steve Mesler       |
| 6 dicembre 2009  | Cesana      | Italia      | a quattro con Steven Holcomb (pilota), Justin Olsen e Steve Mesler       |
| 13 dicembre 2009 | Winterberg  | Germania    | a quattro con Steven Holcomb (pilota), Justin Olsen e Steve Mesler       |
| 28 novembre 2010 | Whistler    | Canada      | a quattro con Steven Holcomb (pilota), Steven Langton e Justin Olsen     |
| 19 dicembre 2010 | Lake Placid | Stati Uniti | a quattro con Steven Holcomb (pilota), Steven Langton e Justin Olsen     |
| 16 novembre 2012 | Park City   | Stati Uniti | a due con Steven Holcomb (pilota)                                        |
| 30 novembre 2013 | Calgary     | Canada      | a quattro con Steven Holcomb (pilota), Steven Langton e Christopher Fogt |
| 7 dicembre 2013  | Park City   | Stati Uniti | a quattro con Steven Holcomb (pilota), Steven Langton e Christopher Fogt |
| 15 dicembre 2013 | Lake Placid | Stati Uniti | a quattro con Steven Holcomb (pilota), Steven Langton e Christopher Fogt |
| 26 gennaio 2014  | Königssee   | Germania    | a quattro con Steven Holcomb (pilota), Steven Langton e Christopher Fogt |